# Ctenomys lessai
Ctenomys lessai — вид туко-туко з Болівії. Зустрічається лише біля Луту-Пампи, департамент Кочабамба, на висоті приблизно від 2500 до 2750 метрів, цей вид має довжину близько 255 міліметрів і має м’яке коричневе волосся. Він був названий на честь Енріке П. Лесса.